# بارون ایگناز فون پلنر
بارون ایگناز فون پلنر (انگلیسی: Baron Ignaz von Plener; زاده ۲۱ مهٔ ۱۸۱۰ – درگذشته ۱۷ فوریهٔ ۱۹۰۸) سیاستمدار اهل امپراتوری اتریش بود.